# Huo Liang
Huo Liang, chinesisch 火亮, Pinyin Huǒ Liàng, (* 29. September 1989 in Shanghai) ist ein chinesischer Wasserspringer.
Liang Huo gehört seit 2005 zur Weltspitze im Turmspringen. Bei der Weltmeisterschaft 2007 in Melbourne gewann der Pekinger mit seinem Partner Lin Yue die Goldmedaille im Synchronspringen vom Turm. Im Rahmen der Grand-Prix-Serie gewann er bislang zwölf Springen, darunter zwei Einzelwettbewerbe. Fünfmal wurde Liang Zweiter. In der World Series gewann er vier Veranstaltungen – davon ein Einzelspringen – und wurde einmal Zweiter. Zwei Synchronspringen gewann er im Rahmen des World-Cups. Seinen größten Erfolg feierte er mit seinem Partner Yue Lin mit dem überlegenen Gewinn der Goldmedaille im Turm-Synchronspringen bei den Olympischen Sommerspielen 2008 im heimischen Peking. Bei den folgenden Weltmeisterschaften in Rom im Juli 2009 siegten beide ebenso in der Turmsprung-Konkurrenz. Huo Liang verteidigte diesen Titel mit seinem neuen Synchronpartner Qiu Bo auch bei der Heimweltmeisterschaft 2011 in Shanghai.